# ГЕС Карун-1
Карун-1 або Шахід Аббаспур ГЕС — ГЕС з великою арочною греблею  на річці Карун, що розташована приблизно в 50 км на північний схід від Месджеде-Солейман, в провінції Хузестан, Іран. Будівництво завершено у 1976 році, раніше мала назву Реза Шах Кабір ГЕС. Гребля була першою запланованою до будівництва на річці Карун.
Гребля є подвійної кривизни арочного типу, 200 м заввишки з кам'яною основою. Її гребінь має 6 м завширшки.. 
Гребля складається з двох електростанцій, одна побудована в 1976 році, друга побудований у 1995 році. Кожна складається з чотирьох гідротурбін, що мають генератори 250 МВт, загальною генеруючою потужністю 2000 МВт. ГЕС підключена до національної електромережі і орієнтована на пікове навантаження.

## Дивись також
- Список ГЕС Ірану
- Карун-1 (водосховище)